# Medirigiriya Division
Medirigiriya Division är en division i Sri Lanka.   Den ligger i distriktet Polonnaruwa District och provinsen Norra Centralprovinsen, i den centrala delen av landet, 190 km nordost om huvudstaden Colombo. Antalet invånare är 64 926.